# جوردن كلارك (لاعب كريكت)
جوردن كلارك (14 أكتوبر 1990 في المملكة المتحدة - ) (بالإنجليزية: Jordan Clark)‏ هو لاعب كريكت بريطاني. لعب مع نادي مقاطعة لانكشر للكريكت ‏ وHobart Hurricanes ‏.

## وصلات خارجية
- جوردن كلارك على موقع إي آس بي آن كريك إنفو (الإنجليزية)